# Lista över städer i Burundi
Det här är en lista över städer i Burundi.
Vid folkräkningen 2008 hade Burundi 69 städer och orter med urban funktion, varav 9 med mer än 10 000 invånare:

| Stad      | Befolkning | Anmärkning      |
| --------- | ---------- | --------------- |
| Bujumbura | 497 166    | Huvudstad −2018 |
| Gitega    | 42 006     | Huvudstad 2018− |
| Ngozi     | 39 904     |                 |
| Rumonge   | 35 978     |                 |
| Kayanza   | 28 009     |                 |
| Bubanza   | 19 999     |                 |
| Rugombo   | 13 627     |                 |
| Cibitoke  | 10 624     |                 |
| Kirundo   | 10 056     |                 |